# 于尔斯比
于尔斯比是德国石勒苏益格－荷尔斯泰因州的一个市镇。总面积10.59平方公里，总人口451人，其中男性212人，女性239人（2011年12月31日），人口密度43人/平方公里。